# Dirigente scolastico
Il dirigente scolastico (DS) è un dirigente della pubblica amministrazione preposto al vertice di una istituzione scolastica statale. Si tratta della figura che assume la responsabilità legale, gestionale, organizzativa e amministrativa della scuola.

## Storia
La figura del capo d'istituto nasce poco prima dell'Unità d'Italia nel 1861 con le Legge Casati del 1859, sul modello amministrativo centralizzato francese. Fin dalle origini, la direzione degli istituti scolastici è affidata al preside, nominato direttamente dallo Stato e incaricato di dirigere le scuole secondarie, mentre le scuole elementari sono poste sotto la responsabilità di direttori didattici, introdotti più tardi come figure specifiche. Il preside esercita funzioni prevalentemente amministrative e disciplinari, rappresentando l’autorità dello Stato nell’istituto, mentre la didattica resta di competenza del collegio dei docenti e degli ispettori ministeriali.
Durante il periodo fascista, il Regio Decreto 653/1925 conferma l'impostazione autoritaria e verticistica della scuola. Il preside viene formalmente riconosciuto come capo dell'istituto, responsabile della vigilanza sul personale e della disciplina degli alunni. Tuttavia, non possiede poteri gestionali in senso moderno: l’autonomia scolastica è pressoché assente e tutta l’attività amministrativa e finanziaria è centralizzata presso il Ministero della pubblica istruzione, soppresso nel 1929 e sostiuito fino al 1944 dal Ministero dell'educazione nazionale. I presidi venivano nominati dal Ministro, scelti tra i professori ordinari in possesso di una laurea e con almeno quattro anni di anzianità nel ruolo. In base alla normativa vigente all'epoca, le donne erano escluse da questa possibilità di nomina. 
Nel secondo dopoguerra la figura del preside non cambia sostanzialmente. Rimane un docente di ruolo distaccato, incaricato di funzioni direttive, ma privo di qualifica dirigenziale. Anche il direttore didattico, responsabile delle scuole elementari (poi primarie), mantiene lo stesso profilo: un insegnante esperto a cui viene affidata la reggenza del circolo didattico. Entrambe le figure rappresentano l’amministrazione scolastica periferica, ma senza poteri decisionali autonomi. Le scelte in materia di bilancio, organici e contratti restano saldamente nelle mani del Provveditorato agli Studi e del Ministero.
Negli anni settanta e ottanta, con l'ampliamento della scolarizzazione e l'introduzione della scuola media unica (Legge 1859/1962), aumenta la complessità organizzativa delle istituzioni scolastiche. La normativa degli organi collegiali introdotta dal D.P.R. 416/1974 riconosce alla scuola una dimensione più democratica, ma non modifica il ruolo dei capi d'istituto, che restano figure apicali ma non dirigenziali. Il successivo D.P.R. 417/1974, che regola lo stato giuridico del personale, conferma che presidi e direttori didattici sono ancora docenti distaccati, incaricati di funzioni direttive. Anche la Legge 312/1980, all’articolo 69, ribadisce l'inquadramento dei presidi nella carriera docente, escludendoli dal novero della dirigenza pubblica.
Fino al 1998, dunque, la struttura della scuola italiana resta fondata su due figure separate: il preside, che dirige le scuole secondarie di primo e secondo grado, e il direttore didattico, preposto alle scuole primarie. Nessuno dei due ha autonomia gestionale: i bilanci, l'organizzazione del personale e le relazioni sindacali sono gestiti esternamente ed entrambi rimangono anche docenti. Le scuole non sono enti autonomi, ma uffici periferici dello Stato.
La svolta arriva con la Legge 59/1997, la cosiddetta riforma Bassanini, che introduce il principio dell'autonomia scolastica e affida al Governo il compito di trasformare le istituzioni scolastiche in soggetti autonomi. In attuazione di questa delega, il Decreto Legislativo 6 marzo 1998, n. 59 attribuisce ai capi d’istituto la qualifica dirigenziale e unifica le due figure – preside e direttore didattico – in quella del dirigente scolastico, figura unica a capo di tutte le scuole statali, dall’infanzia alla secondaria di secondo grado. Infine con l'emanazione del d.lgs. 6 marzo 1998, n. 59 sull'attribuzione della qualifica dirigenziale, le due figure furono accorpate in quella unica di "dirigente scolastico".
In base al CCNQ per la definizione dei comparti e delle aree di contrattazione collettiva nazionale del 13 luglio 2016 i dirigenti delle istituzioni scolastiche appartengono all'Area dirigenziale dell'Istruzione e della Ricerca.

## Caratteristiche

### Reclutamento
I dirigenti scolastici attualmente sono reclutati dal Ministero dell'istruzione tramite un corso-concorso pubblico nazionale. Requisiti per l'accesso sono l'appartenenza al personale docente ed educativo, l'essere assunti a tempo indeterminato, l'aver ottenuto la conferma in ruolo, l'essere in possesso di diploma di laurea magistrale (o di diploma accademico di secondo livello rilasciato dalle istituzioni dell’alta formazione artistica, musicale e coreutica oppure di diploma accademico di vecchio ordinamento congiunto con diploma di istituto secondario superiore), aver prestato un servizio di almeno cinque anni nelle istituzioni scolastiche ed educative del sistema nazionale di istruzione compreso anche il servizio pre-ruolo.

### Durata incarichi
Il rapporto di lavoro dei dirigenti è a tempo indeterminato, mentre la durata dei singoli incarichi di direzione delle istituzioni scolastiche è a tempo determinato e compresa da tre e cinque anni. L'incarico dirigenziale è rinnovabile senza limiti. La durata degli incarichi aggiuntivi di reggenza di istituzioni scolastiche prive di dirigente titolare è di massimo un anno scolastico, eventualmente rinnovabile.

### Funzioni e ruolo
Il dirigente scolastico, inquadrato nella dirigenza dello stato nell'Area Istruzione e Ricerca, ai sensi dell'att 25 del d.lgs. 30 marzo 2001, n. 165 è "responsabile della gestione delle risorse finanziarie e strumentali e dei risultati del servizio. Nel rispetto delle competenze degli organi collegiali scolastici, spettano al dirigente scolastico autonomi poteri di direzione, di coordinamento e di valorizzazione delle risorse umane. In particolare il Dirigente Scolastico organizza l'attività scolastica secondo criteri di efficienza e di efficacia formative ed è il titolare delle relazioni sindacali". In materia di sicurezza, assume il ruolo e i compiti che la legge assegna al datore di lavoro. Tuttavia non può intervenire direttamente, con interventi strutturali sugli edifici, in quanto di competenza delle province e dei comuni. È inoltre membro di diritto nel C.d.I. (Consiglio d'Istituto) ed è il Presidente della Giunta Esecutiva del Consiglio d'Istituto, del Collegio dei Docenti, dei Consigli di Classe, del comitato per la valutazione del servizio dei docenti.
Controlla le risorse finanziarie concesse dallo Stato alla scuola a lui affidata, e deve fare periodicamente resoconto del bilancio al Consiglio d'Istituto. Firma ogni circolare o documento emesso dalla scuola, e si assume la responsabilità giuridica delle eventuali conseguenze. Ai dirigenti spetta lo svolgimento di numerosi e peculiari incarichi aggiuntivi tra i quali la presidenza delle commissioni giudicatrici degli esami di stato del primo e del secondo ciclo, la presidenza di commissioni di concorso a cattedre, la reggenza di ulteriori istituti scolastici, la direzione delle attività connesse all'educazione degli adulti e alla terza area degli istituti professionali, la direzione di corsi di formazione per il personale. Per i suddetti incarichi spettano al dirigente indennità aggiuntive, fatta eccezione per l'incarico di presidenza delle commissioni giudicatrici degli esami di stato del primo ciclo (ex esami di licenza media). Tale incarico, pur essendo obbligatorio e aggiuntivo, non comporta compensi né alcun rimborso spese.

### La valutazione
La legge 13 luglio 2015, n. 107 ha introdotto la valutazione dei dirigenti, stabilendo che essa sia effettuata sulla base di quanto disposto dall'art. 25, comma 1, del decreto legislativo 30 marzo 2001, n. 165, tenendo conto delle disposizioni del D.P.R. 28 marzo 2013, n. 80 in tema di autovalutazione ed in coerenza secondo i principi affermati dalla riforma Brunetta del 2009.

## Trattamento economico
La struttura della retribuzione del Dirigente Scolastico è definita dal CCNL dell'Area dirigenziale Istruzione e Ricerca ed è articolata in diverse componenti. La retribuzione annua di un dirigente scolastico, considerando le contrattazioni integrative regionali, varia tra circa 70.000 euro per un dirigente senza retribuzione di anzianità posto a capo di un istituto poco complesso, a 85/90.000 euro per un dirigente con assegno di anzianità e posto a capo di un istituto complesso, fino a 100/110.000 euro per un dirigente con assegno di anzianità, posto a capo di un istituto complesso e incaricato della reggenza di un'ulteriore istituzione scolastica.
Nell'ambito dell'incarico dirigenziale conferito, possono inoltre ricoprire ulteriori incarichi (cosiddetti aggiuntivi) oltre a quello principale, per i quali è prevista l'attribuzione di compensi specifici (ad esempio presidenza di commissioni degli esami di stato, direzione di progetti).

### Fondamentale
- Stipendio tabellare: 45.260,73 euro annui.
- RIA (retribuzione individuale di anzianità)/Assegno ad personam: conferito ai Dirigenti ex Presidi di ruolo e agli ex Presidi incaricati per importi che variano da circa 3.500 euro fino a circa euro 12.000 annui.

### Accessorio
È definito a livello nazionale in sede di contrattazione integrativa annuale, comprende:
- Retribuzione di posizione (parte fissa + parte variabile): da 12.565,11 euro che costituisce la parte fissa fino a euro 46,134,81 annui. Viene stabilita una graduazione delle funzioni dirigenziali attribuendo un "punteggio" ad ogni istituzione scolastica (sulla base di dimensione/complessità/contesto territoriale) per poi raggrupparle in fasce a cui si attribuisce un valore economico differenziato. I valori previsti dall'ultimo contratto collettivo nazionale integrativo del 2023[6] sono:
  - FASCIA A: euro 34.165,11 (di cui euro 12.565,11 parte fissa e euro 21.600 parte variabile)
  - FASCIA B: euro 30.165,11 (di cui euro 12.565,11 parte fissa e euro 17.600 parte variabile)
  - FASCIA C: euro 26.165,11 (di cui euro 12.565,11 parte fissa e euro 13.600 parte variabile)
- Retribuzione di risultato: la parte base è proporzionata alla retribuzione di posizione percepita alla quale si aggiunge la parte variabile del compenso per la reggenza di ulteriore istituzione scolastica.

In caso di conferimento di un incarico aggiuntivo di reggenza di ulteriori istituzioni scolastiche è inoltre prevista l'attribuzione di compensi specifici per un totale che varia in media da circa 20.000 euro a 27.000 euro per ciascuna reggenza in base alla complessità dell'istituzione scolastica:
- Indennità fissa di reggenza: attualmente circa 10.000 euro per ogni reggenza assegnata al dirigente.
- Integrazione retribuzione di risultato per reggenza: 80% della retribuzione di posizione parte variabile in base al livello di complessità dell'istituto affidato in reggenza, attualmente tra 10.880 euro e 17.280 euro per ogni reggenza assegnata al dirigente, aggiuntivi rispetto all'indennità fissa di reggenza.

### Per incarichi aggiuntivi
In aggiunta alla retribuzione ordinaria spettano al dirigente ulteriori indennità per gli incarichi aggiuntivi svolti, obbligatori o non, tra i quali:
- Presidenza commissioni esami di stato scuole secondarie di secondo grado: da euro 1.817 fino a euro 3.519;
- Attività connesse all'educazione degli adulti e alla terza area degli istituti professionali: 2 % somme a tal fine stanziate;
- Direzione di progetti: una percentuale variabile rispetto all'importo dello stanziamento, ad esempio il 5 % del costo totale del progetto nel caso dei PON;
- Presidenza di commissioni di concorso: definito in base al concorso di riferimento, es. per il concorso per l'assunzione di personale docente della scuola fino ad un massimo di euro 4.924,08;
- Funzioni di tutor nell'attività di formazione per i dirigenti neoassunti;
- Ogni altro incarico non ricompreso nel regime di onnicomprensività del trattamento economico del personale dirigente.

## Riferimenti normativi
- Decreto legislativo 6 marzo 1998, n. 59 - Disciplina della qualifica dirigenziale dei capi di istituto delle istituzioni scolastiche autonome, a norma dell'articolo 21, comma 16, della legge 15 marzo 1997, n. 59.
- Legge 15 marzo 1997, n. 59 - Delega al Governo per il conferimento di funzioni e compiti alle regioni ed enti locali, per la riforma della pubblica amministrazione e per la semplificazione amministrativa.